# Раффин, Дебора
Дебора Раффин (англ. Deborah Raffin; 13 марта 1953 — 21 ноября 2012) — американская актриса.

## Биография
Дебора Раффин родилась в Лос-Анджелесе в семье актрисы Труди Маршалл и ресторатора Филиппа Джордана Раффина. В кино она начала сниматься в 1970-х годах. В 1981 году за роль в фильме «Испытавший любовь» она была номинирована на премию «Золотой глобус». Она также известна своей ролью тёти Джули в телесериале «Седьмое небо».
В 1974 году Дебора вышла замуж за продюсера Майкла Вайнера, с которым развелась в 2005 году.
Актриса скончалась от лейкемии 21 ноября 2012 года в Лос-Анджелесе в возрасте 59 лет.

## Избранная фильмография
- Из мужчин и женщин / Of Men and Women (ТВ) (1973)
- 40 карат / 40 Carats (film) (1973) — Трина Стэнли
- Голубь / The Dove (1974) — Пэтти Раттери
- Одного раза мало / Once Is Not Enough (1975) — Джануари Вэйн
- Демон (Бог велел мне) / God Told Me To — (1976) — Кейси Форстер
- Кошмар округа Бэдхэм / Nightmare in Badham County (ТВ) (1976) —  Кэти Филлипс
- Выкуп / The Ransom (1977) — Синди Симмонс
- Часовой / The Sentinel (1977) — Дженнифер
- Подъёмник на смерть / Ski Lift to Death (ТВ) (1978) — Ли Ларсон
- Как снимать девочек! / How to Pick Up Girls! (ТВ) (1978)  Кинтия Миллер
- Вилла / Willa (ТВ) (1979) —  Вилла Барнес
- Последний «Паккард» / The Last Convertible (мини-сериал) (1979) — Крис Фаррис
- Испытавший любовь / Touched by Love (1980) — Лена Канада
- Безумная связь / Haywire (ТВ) (1980) — Брук Хейворд
- Из любви к нему / For the Love of It (ТВ) (1980) — Барбара
- Грязная игра / Foul Play (сериал) (1981) — Глория Манди
- Убийство в воротах ада / Killing at Hell’s Gate (ТВ) (1981) — Анна Медли
- Только для влюблённых / For Lovers Only  (ТВ) 1982) — Лила Уорд
- Окончание / Running Out (ТВ) (1983) — Элизабет Сент-Клэр
- Танец гномов / Dance of the Dwarfs (1983) — Доктор Эвелин Ховард
- Сверкающий цианид / Sparkling Cyanide (ТВ) (1983) — Айрис Мердок
- Трое / Threesome (ТВ) — (1984) — Барбара Джонс
- Кружева 2 / Lace II (ТВ) (1985) — Джуди Хэйл
- Клаудиа / Claudia (1985) — Клаудиа
- Жажда смерти 3 / Death Wish 3 (1985) — Кэтрин Дэвис
- Гризли 2: Хищник / Grizzly II: The Predator (1987) — Саманта Оуэнс
- Благородный дом / Noble House (мини-сериал) (1988) — Кейси Чолок
- Сумеречная зона / The Twilight Zone (сериал) (1989) —  Шарон Миль
- Страйкер / B.L. Stryker (сериал) (1989) — Кэролан
- Ночь лиса / Night of the Fox (ТВ) (1990) — Сара Дрейтон
- Сканнеры 2 / Scanners II: The New Order (1991) — Джулия Вэйл
- Пески времени / The Sands of Time {ТВ) (1992) — Сестра Мэган
- Утро славы / Morning Glory (ТВ) (1993) — Элли Динсмор
- Перри Мэйсон: Дело гримасничающего губернатора / A Perry Mason Mystery: The Case of the Grimacing Governor (ТВ) (1994) — Эмили Аллисон
- Домашняя песня (1996) — Миника Эринс (ТВ)